# Altenriet

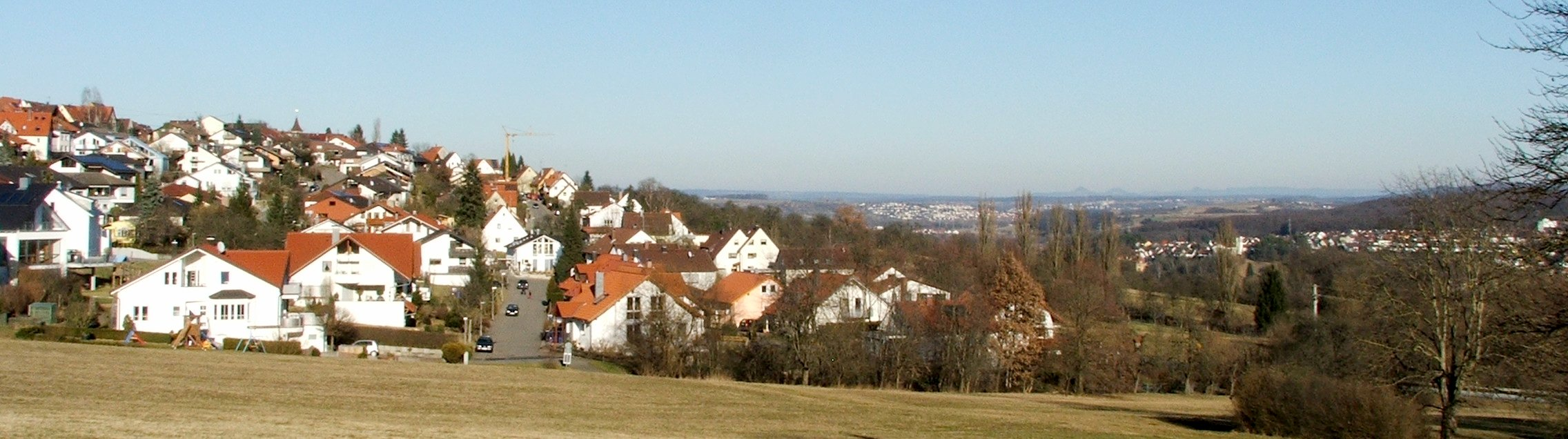
Blick auf Altenriet und über den Neckar von Südwesten

Altenriet ist eine Gemeinde im Landkreis Esslingen in Baden-Württemberg. Sie gehört zur Region Stuttgart (bis 1992 Region Mittlerer Neckar) und zur europäischen Metropolregion Stuttgart. Die Gemeinde gehört zum Gemeindeverwaltungsverband Neckartenzlingen.

## Geographie

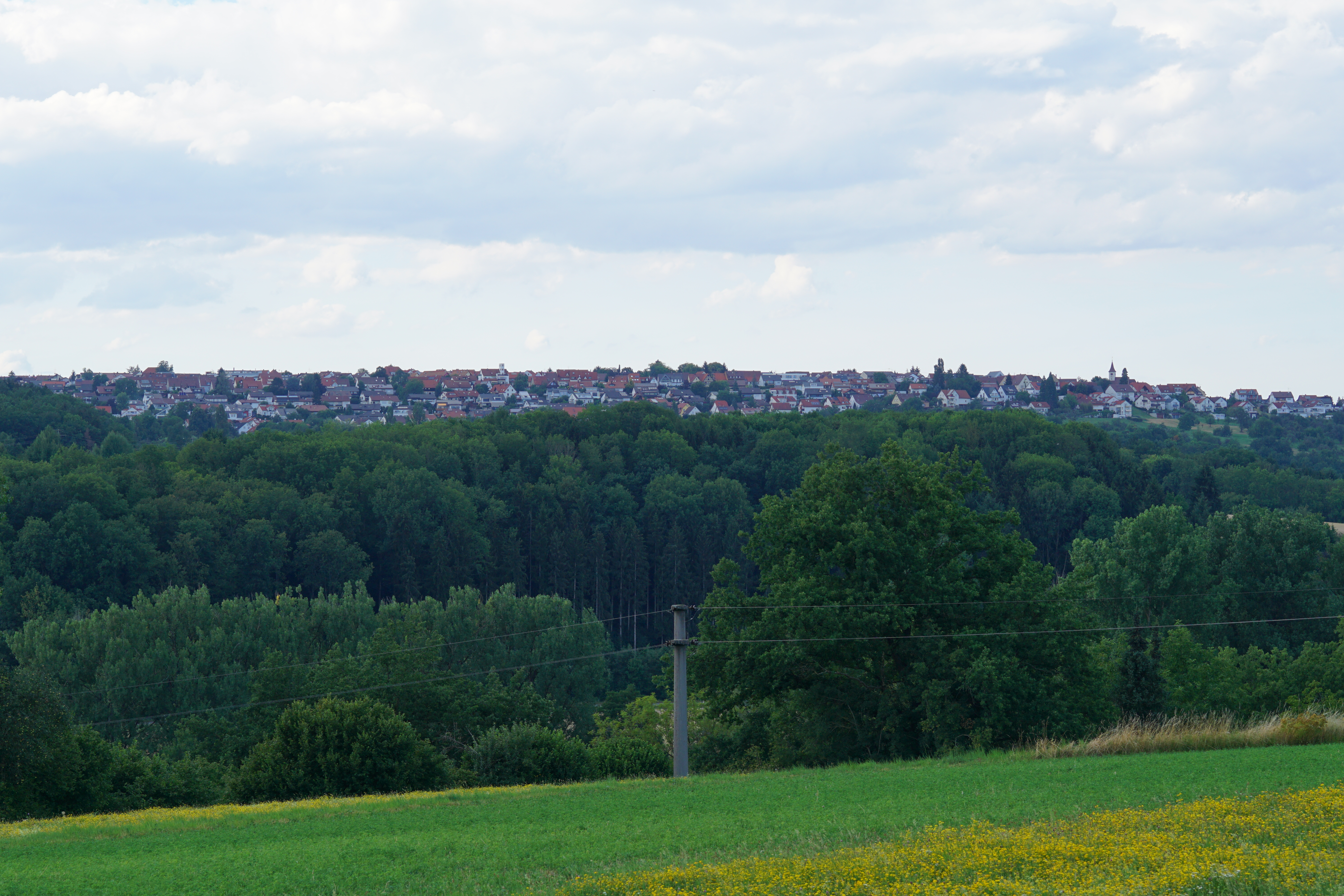
Altenriet von Mittelstadt aus gesehen, dazwischen das Neckartal.

Altenriet ist flächenmäßig eine der kleinsten Gemeinden. Der naturräumlich zum Schönbuch gerechnete Ort ist fast bis zum Steilabfall gegen das Neckartal vorgeschoben und bietet freie Sicht auf die Schwäbische Alb.
Zur Gemeinde gehören außer dem Dorf Altenriet keine weiteren Orte. Zum Gemeindegebiet gehört eine 31 Hektar große, unbewohnte Exklave. Dieses Waldgebiet ist vier Kilometer vom Ortskern entfernt und liegt im Schaichtal auf der Markung von Walddorfhäslach.
Angrenzende Gemeinden sind im Norden Schlaitdorf, im Osten und Süden Neckartenzlingen, beide im Landkreis Esslingen und im Westen Walddorfhäslach sowie Dörnach ein Ortsteil von Pliezhausen im Landkreis Reutlingen.

### Flächenaufteilung
Nach Daten des Statistischen Landesamtes, Stand 2014.

### Schutzgebiete
Altenriet hat im Osten des Gemeindegebiets Anteil am Landschaftsschutzgebiet Neckar-, Erms- und Autmuttal im Verwaltungsraum Neckartenzlingen.
Durch die unbewohnte Exklave im Gewann Stänglich hat die Gemeinde zudem auch Anteile am Naturschutzgebiet Schaichtal und am Schönbuch, der hier als Landschafts-, FFH- und Vogelschutzgebiet als Naturpark ausgewiesen ist.

## Geschichte

### Frühe Geschichte

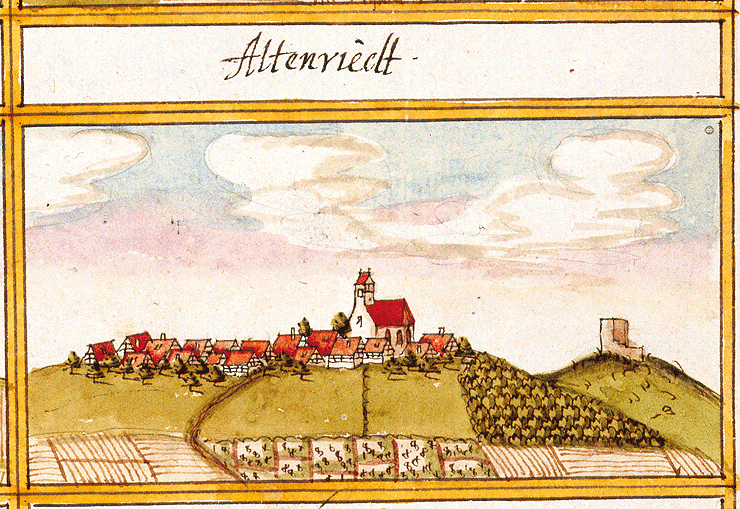
Altenriet 1683/1685 im Kieserschen Forstlagerbuch

Altenriet wurde als Riet um 1100 erstmals als Name des ortsansässigen Adelsgeschlechts urkundlich erwähnt. Der Name erscheint vom Wort Ried für Sumpf abgeleitet. Die Benennung Rieth ist bereits im 12. Jahrhundert feststellbar. Der Ortsname stellt ursprünglich keine Siedlungs-, sondern eine Flurbezeichnung dar (im/am Ried) und wird erstmals im Jahre 1446 urkundlich erwähnt. Die 1446 nachweislich verwendete Schreibweise war ''Altenryet''. Bereits im ausgehenden 11. Jahrhundert erscheinen die Brüder »Drutwin« und »Ludwig de Riet« in der zwischen 1135 und 1138 abgefassten Zwiefalter Chronik als Stifter für das 1089 neu gegründete Kloster. Auch im Reichenbacher Schenkungsbuch erscheint ein »Liutfrido de Rieth« in der ersten Hälfte des 12. Jahrhunderts als Stifter für das 1082 gegründete Hirsauer Priorat in Reichenbach. Die hohe Obrigkeit lag im 11. Jahrhundert wohl bei den Grafen von Achalm, ab dem 12. Jahrhundert bei den mit ihnen verwandten Grafen von Urach. 1344 wird erstmals der Ort Riet als zur Grafschaft Eberhards von Württemberg erwähnt. Württemberg übte seither die herrschaftlichen Rechte aus. Teilweise wurden vom Untervogt die Gerichtstage in Altenriet abgehalten. An herrschaftlichen Abgaben wurden nur die Steuer und der Landgarbenwein (ein Sechstel von 2,25 Morgen Weingarten) eingezogen. Der Zehnt ging seit 1448 an das Stift Oberhofen bei Göppingen. Württemberg beanspruchte noch den großen und kleinen Frevel sowie das Hauptrecht bei den leibeigenen Männern; die Frauen waren vom Hauptrecht befreit. Weitere Rechte kamen über den Erwerb des Schönbuchs von den Grafen von Tübingen an Württemberg. 1383 erscheint Altenriet im Urbar der Schönbuchämter als Ort des mittleren Schönbuchamts und musste für Holznutzung, Weiderecht und Fuhrrecht Abgaben leisten. Die Gemeinde hatte zudem eine Getreideabgabe als Ersatz für einen in früheren Zeiten eingeforderten Ackerfrondienst zu leisten. Einige Steuerrechte tauschte Württemberg dann noch von den Grafen von Zollern 1473 ein. Die Württemberger Grafen teilten Altenriet dem Oberamt Tübingen zu. In diesem Amtsbezirk gehörte Altenriet im 18. Jahrhundert zum Unteramt Walddorf.

### Burg Riet
Wahrscheinlich gelangte (Alten-)Riet zwischen 1254 und 1265 an die Grafschaft Württemberg.  1268 werden die Brüder Ludwig und Ulrich von Riet erwähnt, genannt »von der Mühle«, da sie auf der Burg an der Neckarmühle bei Neckartenzlingen (Neckarburg) saßen.  Im 13. Jahrhundert errichteten die Herren von Riet eine Burg im Bereich des heutigen evangelischen Kirchhofs. Später entstand außerhalb des Ortes die Burg Neuenriet, die „Burg Altenriet“ verfiel bereits im 15. Jahrhundert. In den Quellen erscheinen die Herren von Riet bis ins 14. Jahrhundert, als der letzte namentlich bekannte Lutz von Riet 1344 seinen Anteil an der Burg und seine Güter im Dorf an Friedrich Herter von Schilteck verkaufte. Die Herren von Riet waren verwandt mit den Herren von Metzingen und wohl edelfrei, denn die Burg war freies Eigengut. In der entstandenen Siedlung übten sie die orts- und grundherrlichen Rechte aus.  Der Grundbesitz der Herren von Riet ging 1344 an Friedrich Herter von Schilteck, an dessen Familie auch die restlichen Anteile an der alten Burg kamen. 1404 übergab Hans Herter den Burgstall und seine Güter im Dorf dem Kloster Denkendorf, das zum größten Grundbesitzer im Ort wurde. Insgesamt verfügte es über zwei große Lehengüter, die beide Erbgüter und Trägereien waren.

### Burg Neuenriet
Noch vor dem Abgang der alten Burg der Herren von Riet wurde ostnordöstlich des Ortes die genannte Burg Neuenriet errichtet und war mit einem Teil des Orts württembergisches Lehen. Ihr ältester bekannter Inhaber war Hans von Oßweil. Über eine Reihe weiterer zum Teil adliger Familien kam sie 1429 an Berthold Kaib, dessen Familie schon 1364 im Dorf begütert war. 1436 erwarben die Dürner von Dürnau das Lehen, das über weitere Hände an Barbara von Ow fiel, die es von Württemberg 1466 als freies Eigen übertragen bekam. Die Besitzer wechselten noch mehrfach, bis die Burg 1525 im Bauernkrieg zerstört wurde. Reste derselben, namentlich des Bergfrieds, sind noch 1685 auf der Kieserschen Forstkarte zu sehen. Die Ruine blieb bis 1823 erhalten und wurde dann von der öffentlichen Bürgerschaft zum Abbruch an den Meistbietenden verkauft. Danach wurde sie vollständig abgetragen und die Sandsteinquader zum Hausbau der Familie Trautwein im Gässle verwendet. Die Burg und die dazugehörigen Güter, unter anderem ein Maierhof auf Neckartenzlinger Markung, waren steuerfrei.

### Kirchliche Einrichtungen
In Altenriet waren im Mittelalter und in der Frühen Neuzeit mehrere geistliche Einrichtungen begütert. Neben Denkendorf waren im Mittelalter noch die Klöster Reichenau und Pfullingen im Ort begütert. Auch die Heilig-Dreifaltigkeits-Pfründe in Nürtingen zog von vier Gütern Abgaben ein. Die Frühmesspfründe in Neckartenzlingen besaß die außerhalb des Weilers gelegene und 1523 erstmals erwähnte Kelter. Darüber hinaus besaß die Pfründe ein Tagwerk Wiesen in Neuenriet. Auch die Unser-Frauen-Pfründe in Neckartenzlingen verfügte über ein Feldlehen, Ackerland und Wiesen. Als weiterer Grundbesitzer wird das Spital Esslingen genannt. Örtliche Gemeindestrukturen lassen sich im 15. Jahrhundert nachweisen, denn 1468 werden Schultheiß und Gemeinde als Stifter einer Kaplaneipfründe in der örtlichen Kapelle genannt. Altenriet musste auch Beiträge zu Bau und Unterhalt des Neckarstegs bei Neckartenzlingen leisten.
Kirchlich gehörte Altenriet seit dem Mittelalter zur Martinspfarrei in Neckartenzlingen. Deshalb zog die Pfarrei Neckartenzlingen den kleinen Zehnt ein. Auch die Besitzer und Einwohner des freien Maierhofes bei Neuenriet gehörten kirchlich nach Neckartenzlingen. Der große Zehnt ging an das Stift Oberhofen bei Göppingen, das seit 1448 die kirchlichen Rechte in den Orten ausübte. Eine Kapelle wird 1365 erstmals und wieder 1468 erwähnt, als eine Kaplaneipfründe in der Kapelle der Heiligen Maria, Katharina und Ulrich gestiftet wird. Bei der Kirche dürfte es sich um eine Gründung des Ortsadels handeln, da die Kirche im Burgbereich lag. Auch nach der Reformation wurde Altenriet weiterhin von Neckartenzlingen pastoral versorgt. Mit der Zeit wurde dies jedoch als mangelhaft empfunden und der Ort 1684 schließlich in die benachbarte Pfarrei von Schlaitdorf umgegliedert. Bis 1684 gehörte Altenriet mit Neckartenzlingen zum Dekanat Nürtingen, danach mit Schlaitdorf zum Dekanat Tübingen. Die heutige evangelische Pfarrkirche stammt aus der ersten Hälfte des 16. Jahrhunderts (vermutlich 1538) und wurde 1737 umfassend erneuert. Sie verfügt über einen dreiseitig schließenden Chor und eine maßwerk- und stabverzierte Steinkanzel. Die Kinder gingen noch kurz nach dem 30-jährigen Krieg nach Neckartenzlingen in die Schule. Erst 1676 wird ein Lehrer in Altenriet erwähnt. Zunächst wurde nur Winterschule gehalten, im Laufe des 17. Jahrhunderts auch Sommerschule. 1713 ließ die Gemeinde anstatt des Hirtenhauses ein Schulhaus errichten.

### Wirtschaft und Bevölkerung
1525 wurden 17 Herdstätten im Ort versteuert, die Bevölkerung kann mit etwa 70 bis 80 Einwohnern geschätzt werden. Bei der Steuerschätzung von 1598 wurden 37 Bürger zur Steuer veranlagt, die Bevölkerung ist also auf etwa 170 bis 180 Personen angewachsen. Um 1600 lebten in dem Ort etwa 200 Einwohner. Im Dreißigjährigen Krieg sank die Bevölkerung um mehr als die Hälfte. Nur langsam stieg die Einwohnerzahl wieder an. Bei der Visitation 1617 wurden 167 Einwohner im Ort gezählt; nach der Katastrophe des Dreißigjährigen Krieges schrumpfte die Zahl 1654 auf 92. Auch der Gebäudebestand ging zurück: gab es 1634 noch 94 Gebäude, so waren es 1655 nur noch 51. Die Bewirtschaftung der Wiesen blieb auf dem gleichen Stand (136 Tagwerk), von der Ackerfläche (1634: 362 Morgen) wurde ein Fünftel nicht bewirtschaftet. Auch bei den Weingärten lagen etwa zwei Drittel brach (9 Morgen anstatt 25). Die Bevölkerung erholte sich verhältnismäßig rasch von den Verlusten des Dreißigjährigen Krieges. 1661 wurden bereits 176 Einwohner gezählt und 1706 waren es 228. 1729 wurde bei der Steuerschätzung die Bevölkerung mit 50 Bürgern, neun Witwen und einem Beisitzer angegeben. Insgesamt gab es wieder 61 steuerpflichtige Gebäude. Die bewirtschaftete Fläche wurde auf rund 819 Morgen geschätzt, von denen 32 Morgen in Gemeindebesitz waren. Es gab einen gewerbsmäßigen Leinenweber, einen Schneider, zwei Bäcker, einen Küfer, einen Wagner und einen Gassenwirt. Haupterwerbsquelle war bis weit in die Neuzeit die Landwirtschaft. Altenriet war in die Mühle bei Neckartenzlingen (Neckarmühle) gebannt. Der Bann wurde erst im 19. Jahrhundert abgelöst. In Altenriet wurde auch Wein angebaut und eine Kelter betrieben, die der Frühmesspfründe Neckartenzlingen gehörte. Die Weinbauern in Altenriet waren in diese Kelter gebannt. Vor Ort wurde im 18. Jahrhundert auch eine Ölmühle betrieben. 1802 waren es wieder 376 Einwohner. In den letzten zwei Jahrhunderten wanderten 160 Altenrieter aus, insbesondere nach Amerika. Erst nach dem Zweiten Weltkrieg stieg die Einwohnerzahl, vor allem durch den Zuzug von 177 Heimatvertriebenen, wieder in bemerkenswertem Umfang an. Nachdem die Gemeinde sich 1970 durch vermehrte Ausweisung von Bauland „geöffnet“ hatte, verstärkte sich der Zuzug von Neubürgern.

### Verwaltungszugehörigkeit
Traditionell gehörte der Ort zum Unteramt Walddorf im Amt Tübingen. Bei der Neugliederung des jungen Königreichs Württemberg im Jahr 1806 blieb die Zugehörigkeit von Altenriet zum Oberamt Tübingen bestehen. Ab 1842 war der Ort dem Oberamt Nürtingen zugeordnet. Bei der Kreisreform während der NS-Zeit in Württemberg gelangte der Ort 1938 zum neu umrissenen Landkreis Nürtingen. Nach dem Zweiten Weltkrieg fiel Altenriet mit dem Landkreis in die Amerikanischen Besatzungszone und gehörte deshalb zum neu gegründeten Land Württemberg-Baden, das 1952 im jetzigen Bundesland Baden-Württemberg aufging. Seit der Kreisreform von 1973 ist Altenriet Teil des Landkreises Esslingen.

### Religionen
Kirchlich gehörte der Ort ursprünglich zu Neckartenzlingen. Ab 1648 wurde Altenriet von Schlaitdorf aus betreut. Altenriet ist seit der Reformation evangelisch geprägt. Auch heute besteht im Ort ausschließlich eine evangelische Gemeinde. Die rund 990 Mitglieder (Stand: 2021) umfassende Kirchengemeinde trifft sich in der St.-Ulrichs-Kirche zum Gottesdienst. Sie gehört zum Kirchenbezirk Nürtingen der Württembergischen Landeskirche. Katholiken, die durch die Migrationsvorgänge der Nachkriegsjahre dazukamen, betreut die Kirchengemeinde St. Paulus in Neckartenzlingen, die zur Seelsorgeeinheit Neckar-Aich im Dekanat Esslingen-Nürtingen zählt.

### Einwohnerentwicklung
Die Einwohnerzahlen sind Schätzungen, Volkszählungsergebnisse oder amtliche Fortschreibungen des Statistischen Landesamts Baden-Württemberg (nur Hauptwohnsitze):
| Jahr  | Einwohner |
| ----- | --------- |
| 1600  | ca. 200   |
| 1654  | ca. 92    |
| 1802¹ | 376       |
| 1861¹ | 404       |
| 1900¹ | 420       |
| 1939¹ | 427       |
| 1946¹ | 618       |
| 1961¹ | 639       |
| 1970¹ | 916       |

| Jahr  | Einwohner |
| ----- | --------- |
| 1987¹ | 1.445     |
| 1991  | 1.460     |
| 1995  | 1.542     |
| 2005  | 1.855     |
| 2010  | 1.933     |
| 2015  | 1.904     |
| 2020  | 2.001     |

## Politik

### Bürgermeister
Seit dem 19. Jahrhundert trug das Ortsoberhaupt die Bezeichnung „Schultheiß“, am 1. Dezember 1930 wurde in Württemberg die Amtsbezeichnung Schultheiß durch Bürgermeister ersetzt.
- 0000 -1596: Michel Kurtz
- (1644?–1684?): Hans Armbruster (* 1608, † 1684, 76 Jahre, „40-jähriger Schultheiß“)
- (1680)/1684?–1731: Andreas Wurster (* 1642, † 1731, 89 Jahre, „nachdem er das Schultheißen=Ambt 51. Jahr rühmlich verwaltet hatte“)
- 1732–1769: Michael Kümmerlin (* 1695, † 1769, 74 Jahre)
- 1769–1805: Jacob Wezel, Feldmesser, gebürtig aus Walddorf (* 1742, † 1808), ab 1791 auch Amtsschultheiß des „Walddorfer Amts“, als Nachfolger seines Vaters des verstorbenen Amtsschultheißen Johann Jacob Wezel in Walddorf
- 1805–1845: Matthäus Friedrich Oßwald, Bäcker und „Zoller“ (* 1774, † 1845)
- 1845–1853: Christian Jauß, Landwirt, gebürtig aus Hattenhofen (* 1815, † 1853), verh. 1842/1844/1845, die erste und zweite Ehefrau war jeweils eine Tochter des Matthäus Friedrich Oßwald, Schultheiß
- 1853–1874: Johann Gottlob Armbruster, Küfer und Pfarrgemeinderat (* 1807, † 1885)
- 1874–1915: Matthäus Friedrich Armbruster
- 1915–1918: Gottlieb Bernhardt, kommissarisch
- 1919–1945: August Armbruster
- 1945–1966: Emil Neuscheler, am 28. April 1945 kommissarisch eingesetzt und 1946 im Amt bestätigt
- 1966–2002: Herbert Jirosch
- 2002–2024: Bernd Müller
- seit 2025: Patricia Mittnacht

Bürgermeisterin ist seit dem 1. Januar 2025 Patricia Mittnacht. Sie wurde am 13. Oktober 2024 mit 80,3 Prozent der Stimmen gewählt. Ihr Vorgänger Bernd Müller hatte sein Amt zum Jahresende 2024 niedergelegt.

### Gemeinderat
Der Gemeinderat in Altenriet besteht aus den 10 gewählten ehrenamtlichen Gemeinderäten und dem Bürgermeister als Vorsitzendem. Der Bürgermeister ist im Gemeinderat stimmberechtigt.
Die Kommunalwahl am 9. Juni 2024 führte zu folgendem Endergebnis. 
| Parteien und Wählergemeinschaften | Parteien und Wählergemeinschaften                 | % 2024 | Sitze 2024 | % 2019  | Sitze 2019 | Kommunalwahl 2024 %403020100 24,7 %36,6 %13,1 %25,5 % FWALZAWfAGewinne und Verlusteim Vergleich zu 2019 %p 30 25 20 15 10 5 0 −5−10−15−12,0 %p−6,36 %p−7,24 %p+25,5 %pFWALZAWfA |
| FWG                               | mitdenken-mitgestalten – Freie Wählergemeinschaft | 24,7   | 2          | 36,70   | 4          | Kommunalwahl 2024 %403020100 24,7 %36,6 %13,1 %25,5 % FWALZAWfAGewinne und Verlusteim Vergleich zu 2019 %p 30 25 20 15 10 5 0 −5−10−15−12,0 %p−6,36 %p−7,24 %p+25,5 %pFWALZAWfA |
| AL                                | Altenrieter Liste                                 | 36,6   | 4          | 42,96   | 4          | Kommunalwahl 2024 %403020100 24,7 %36,6 %13,1 %25,5 % FWALZAWfAGewinne und Verlusteim Vergleich zu 2019 %p 30 25 20 15 10 5 0 −5−10−15−12,0 %p−6,36 %p−7,24 %p+25,5 %pFWALZAWfA |
| ZA                                | Zukunft Altenriet, Unabhängige Bürger und SPD     | 13,1   | 1          | 20,34   | 2          | Kommunalwahl 2024 %403020100 24,7 %36,6 %13,1 %25,5 % FWALZAWfAGewinne und Verlusteim Vergleich zu 2019 %p 30 25 20 15 10 5 0 −5−10−15−12,0 %p−6,36 %p−7,24 %p+25,5 %pFWALZAWfA |
| WfA                               | Wir für Altenriet                                 | 25,5   | 3          | –       | –          | Kommunalwahl 2024 %403020100 24,7 %36,6 %13,1 %25,5 % FWALZAWfAGewinne und Verlusteim Vergleich zu 2019 %p 30 25 20 15 10 5 0 −5−10−15−12,0 %p−6,36 %p−7,24 %p+25,5 %pFWALZAWfA |
| gesamt                            | gesamt                                            | 100,0  | 10         | 100,0   | 10         | Kommunalwahl 2024 %403020100 24,7 %36,6 %13,1 %25,5 % FWALZAWfAGewinne und Verlusteim Vergleich zu 2019 %p 30 25 20 15 10 5 0 −5−10−15−12,0 %p−6,36 %p−7,24 %p+25,5 %pFWALZAWfA |
| Wahlbeteiligung                   | Wahlbeteiligung                                   | 75,6 % | 75,6 %     | 74,37 % | 74,37 %    | Kommunalwahl 2024 %403020100 24,7 %36,6 %13,1 %25,5 % FWALZAWfAGewinne und Verlusteim Vergleich zu 2019 %p 30 25 20 15 10 5 0 −5−10−15−12,0 %p−6,36 %p−7,24 %p+25,5 %pFWALZAWfA |

### Wappen
Offizielle Blasonierung: Unter blauem Schildhaupt, darin zwei gestürzte goldene Brezeln, in Gold ein aufspringender, rotbezungter schwarzer Bracke (Jagdhund).
Das Heimatbuch des Kreises Nürtingen (1953) beschreibt das Wappen wie folgt: Das 1931 angenommene Ortswappen zeigt unter einem blauen Schildhaupt mit zwei goldenen Brezeln in goldenem Felde eine springende schwarze Rüde.

## Kultur und Sehenswürdigkeiten

### Musik
Der älteste Verein in Altenriet ist der 1888 gegründete Liederkranz. Er ist ein Männerchor, zu dem seit 2011 ein Chorprojekt mit dem gemischten Chor „aufgehorcht“ gehört.

### Bauwerke
Die Pfarrkirche wurde im 16. Jahrhundert, vermutlich 1538, erbaut, nach der Reformation mit West- und Nordempore im Schiff, Orgelempore im Chor und Kanzel südlich am Chorbogen mit vorgelagerter Holz-Sakristei ausgestattet und 1737 erneuert. Eine Totalrenovierung mit Entfernen dieser Einbauten und kompletter Dacherneuerung erfolgte 1957–1958, wobei neben einer neuen Westempore, Kanzel und Altar auch in drei Chorfenster Glasgemälde nach Entwurf von Rudolf Yelin d. J. eingebaut wurden (Mitte: Taufe Jesu, Jesus vor Gericht, Kreuz, Auferstehung; Seitenfenster mit Evangelisten, dazu links Flucht nach Ägypten und Blindenheilung, rechts Maria und Martha, Nachfolge).

### Naturdenkmäler
Südlich des Ortes liegen alte Stubensandsteinbrüche, die inzwischen aufgegeben und zugewachsen sind. Sie sind heute Naturdenkmal.

### Sportvereine
In Altenriet gibt es den TSV Altenriet (Turn- und Sportverein Altenriet). Einige seiner Fußballmannschaften im Jugendspielbetrieb bilden mangels Spielerzahl eine Sportgemeinschaft mit der SpVgg. Germania Schlaitdorf.
Weitere Sportvereine sind der 1976 gegründete Tennisverein TV Altenriet und seit 2013 der Reitverein RV Altenriet.

### Regelmäßige Veranstaltungen
- Eine Woche vor Ostern findet hier der seit über 340 Jahren bekannte traditionelle Brezelmarkt statt. Nach einer Legende über die Burg Neuenriet soll hier die Brezel erfunden worden sein. Höhepunkt ist ein Festumzug am Palmsonntag mit Traditionswagen, die die Legende über die Erfindung der Brezel auf der Burg Neuenriet darstellen.
- Am letzten Wochenende im September lädt der TSV Altenriet zu seinem Schlachtfest ein.

### Ortsnecknamen
Die Einwohner von Altenriet wurden früher scherzhaft von ihren Ortsnachbarn auch „Kuckuck“ genannt.
Angeblich ließ ein Kuckuck beim nahegelegenen Hölzle-Wald seinen Ruf erschallen, dies sei einem Altenrieter besonders aufgefallen, der habe sogleich alle Einwohner des Dorfes alarmiert. Die Dorfbewohner umstellten das Waldstück, sie wollten das unbekannte Wesen fangen, aber der Kuckuck flog über ihre Köpfe auf und davon.

## Wirtschaft und Infrastruktur

### Ansässige Unternehmen
Im 19. und 20. Jahrhundert waren der Sandsteinbruch und eine Spinnerei die wichtigsten Wirtschaftsfaktoren. Der Sandsteinabbau wurde 1936 eingestellt. Heute gibt es in Altenriet nur noch kleinere Gewerbebetriebe sowie ein Möbel- und Einrichtungshaus.
Obwohl die Gemeinde einen massiven Einwohneranstieg von über 37 % (1991 bis 2020) erlebt hat, hat sich ihr Infrastrukturangebot massiv verschlechtert. In den 1990er-Jahren gab es noch zwei Bankfilialen (Kreissparkasse Esslingen-Nürtingen und Volksbank Mittlerer Neckar), einen Supermarkt mit Frischtheke (erst Edeka, danach Spar) und eine Postfiliale der deutschen Post. Daneben gab es drei Restaurants. Heute (Stand: Juni 2025) ist nur noch ein Geldautomat der Kreissparkasse Esslingen-Nürtingen vorhanden, statt Supermarkt existiert nur noch eine Café- und Backfiliale von Bäcker Mayer und von den Restaurants werden nur noch zwei betrieben.

### Verkehr
Altenriet wird vom VVS mit der Buslinie 75 (Degerloch–Bernhausen–Aich–Walddorf), der Buslinie 188 (Nürtingen–Altdorf–Neckartenzlingen–Schlaitdorf) und der Buslinie 189 (Neckartenzlingen–Neckartailfingen–Schlaitdorf) bedient. Im Ortsbereich gibt es vier Haltestellen.
Die B 27 von Tübingen nach Stuttgart liegt ca. 4 km entfernt bei Walddorfhäslach. Über sie ist der Flughafen Stuttgart und die Bundesautobahn 8 in ca. 20 Minuten zu erreichen.
Altenriet hat keinen Bahnhof, die nächsten Bahnhöfe befinden sich in Bempflingen und Dettenhausen. Mit öffentlichen Verkehrsmitteln erreichbar sind die Bahnhöfe in Nürtingen und Filderstadt-Bernhausen.

### Fernwanderwege
Der bekannte Jakobspilgerweg führt auf dem Abschnitt Tauber-Neckar auch durch Altenriet. Er kommt aus Richtung Schlaitdorf und führt am Höllbach übers Pfarrbrückle.
Von dort läuft er durch den Ortskern und verlässt die Gemarkung am Eisernen Steg über den Merzenbach. Sein weiterer Weg führt über die Schwäbische Alb nach Konstanz, von dort durch die Schweiz, dann durch Frankreich und Spanien nach Santiago de Compostela. Er ist mit der blau-gelben Jakobsmuschel markiert, die Bündelung der Strahlen dient als Richtungspfeil.
Ein weiterer Hauptwanderweg durch die Gemarkung ist der 545 km lange Main-Neckar-Rhein-Weg (HW3) vom Schwäbischen Albverein. Er kommt ebenfalls aus Richtung Schlaitdorf und führt übers Pfarrbrückle am Höllenbach. Von dort läuft er vorbei am Sportgelände von Altenriet, dann südlich durch Streuobstwiesen mit Blick ins Neckartal und zur Schwäbischen Alb. Er verlässt dann den Ort wie der Jakobspilgerweg über den Eisernen Steg am Merzenbach Richtung Dörnach. Der Weg ist gekennzeichnet durch Schilder mit einem grünen Baum und darunter ein dicker roter Strich.

### Pumpspeicherbecken
In Altenriet war 1914/1915 von der ehemaligen Baumwollspinnerei Gminder ein Pumpspeicherbecken gebaut worden, um von Neckartenzlingen aus Neckarwasser hinaufzupumpen und eine Turbine im Wasserkraftwerk Neckartenzlingen antreiben zu können. Diese Hochdruckpumpspeicheranlage war die erste ihrer Art in Europa. Nach dem Abbruch des Pumpspeicherbeckens 1998 entstand auf dem ehemaligen Gelände ein Wohngebiet.

### Bildung
Altenriet verfügt über zwei Kindergärten und eine Grundschule. Die Schüler besuchen nach der Grundschule in der Regel die weiterführenden Schulen im Schulzentrum Neckartenzlingen oder in der Gustav-Werner-Gemeinschaftsschule in Walddorfhäslach. Seit September 2003 besteht auch eine Freie Grundschule (Schulwerkstatt e. V., Freie Schule für lebendiges Lernen) in privater Trägerschaft. Die Schule erfüllt den Erziehungs- und Bildungsplan des Landes Baden-Württemberg; sie unterrichtet nach der Montessoripädagogik.

### Medien
Offizielles Mitteilungsorgan ist das Amtsblatt des Gemeindeverwaltungsverbandes Neckartenzlingen und die App „Crossiety“. Über das lokale Tagesgeschehen berichtet die Tageszeitung Nürtinger Zeitung.

### Öffentliche Einrichtungen
Die Freiwillige Feuerwehr Altenriet ist für die Brandbekämpfung und für Hilfe bei öffentlichen Notständen im Ortsgebiet zuständig.
Sie besteht aus einer aktiven Abteilung, einer Jugendfeuerwehr und einer Alterstruppe.

### Spielplätze
Für die jüngsten Einwohner besitzt die Gemeinde Altenriet 5 Spielplätze.
Ein öffentliches Boule-Spielfeld bietet die Gemeinde in der „Schleife“ bei den Sportanlagen.

### Abfallentsorgung
Für die Abfallentsorgung ist der Abfallwirtschaftsbetrieb des Landkreises Esslingen zuständig. Es bestehen getrennte Sammlungen für Biomüll, Hausmüll und Papier. Verpackungen werden im Rahmen des Grünen Punktes in sogenannten gelben Säcken gesammelt. Sperrmüll wird gegen Abgabe eines von zwei Gutscheinen jährlich kostenlos abgeholt oder kann zu einer Entsorgungsstation gebracht werden. Bei den Entsorgungsstationen können auch Elektro- und Metallschrott sowie andere wiederverwertbare Stoffe abgegeben werden. Für Sondermüll wie Leuchtstofflampen und Lacke gibt es besondere Problemstoffsammlungen.

### Wasserversorgung
Die Gemeinde Altenriet ist Mitglied im Zweckverband Ammertal-Schönbuchgruppe Wasserversorgung.
Der Zweckverband versorgt vollständig die Gemeinde mit Bodenseewasser.

## Persönlichkeiten

### Ehrenbürger
Dem früheren Bürgermeister Herbert Jirosch wurde am 2. Dezember 2011 für sein Lebenswerk sowohl auf kommunalpolitischer als auch auf sozialer, kultureller und wirtschaftlicher Ebene das Ehrenbürgerrecht verliehen.

### Persönlichkeiten, die im Ort leben oder gelebt haben
- Dominic Maroh (* 1987), Fußballspieler, geboren in Nürtingen, wuchs in Altenriet auf
- Georg Schall (1934–2011), Gewichtheber, lebte in Altenriet und ist auch hier gestorben

- Alexander Blessin (* 1973), Fußballtrainer, lebt in Altenriet[13]

- Konstantin Hert (* 1986), Betreiber des Youtubekanals freekickerz, ist aufgewachsen und lebte in Altenriet[14]

- Stefan Heim (* 1970)[15], ehemaliger Vorstand für Finanzen, Verwaltung und Operations beim VfB Stuttgart (2015 bis 2022)[16][17] und ab Juli 2024 Vorstand für Finanzen beim 1. FC Nürnberg[18]

### Auszeichnungen und Ehrentitel Altenriets
- 24. Februar 1900: Schultheiß Matthias Friedrich Armbruster wird von der Gemeinde mit der silbernen Verdienstmedaille ausgezeichnet.
- 25. Februar 1914: Schultheiß Matthias Friedrich Armbruster wird mit der Verdienstmedaille des Friedrichsordens ausgezeichnet.[19]